# Uniwersytet Ekonomiczny w Katowicach

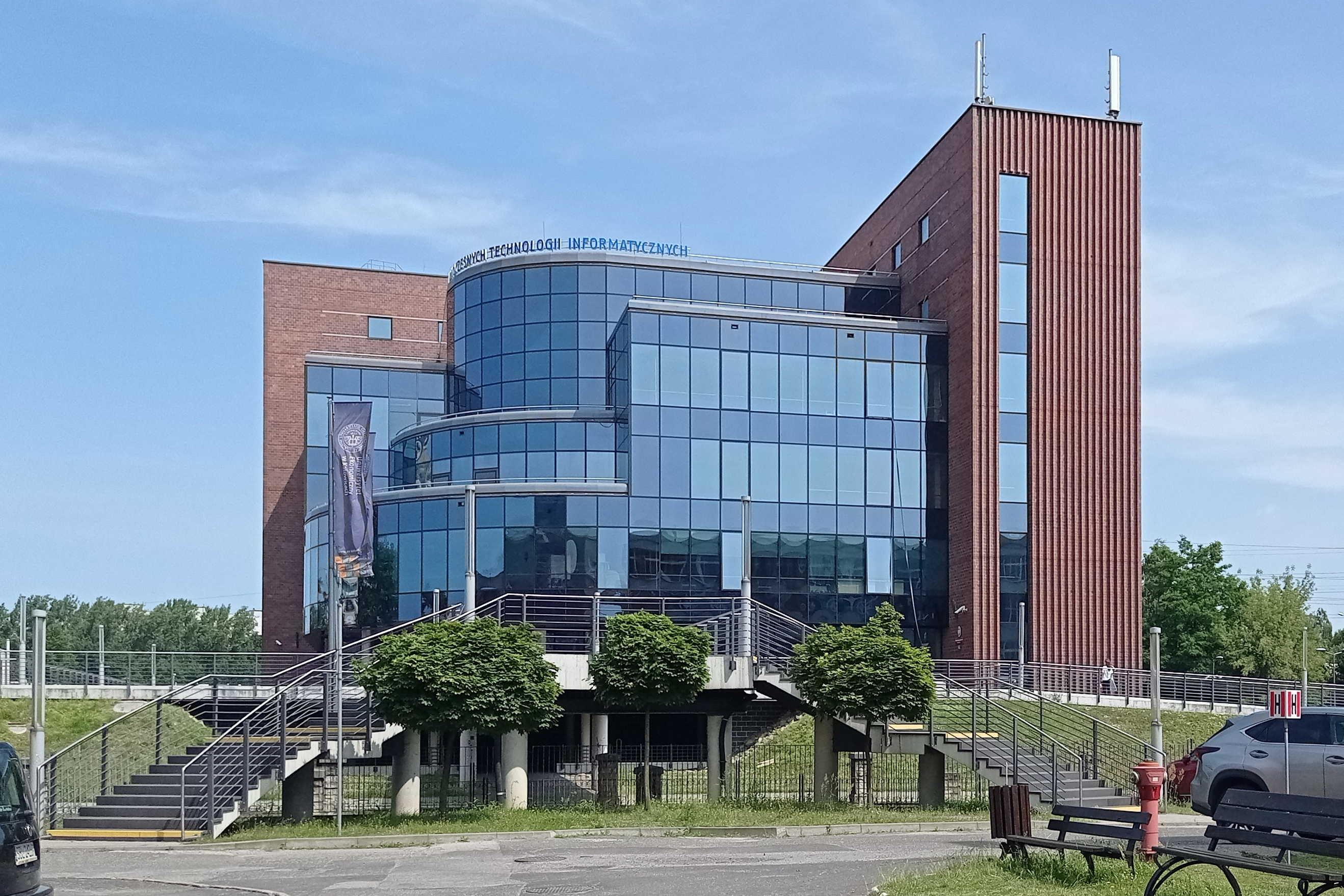
Centrum Nowoczesnych Technologii Informatycznych (2023)

Uniwersytet Ekonomiczny w Katowicach (daw. Akademia Ekonomiczna im. Karola Adamieckiego w Katowicach) – państwowa szkoła wyższa z siedzibą w Katowicach, przy ulicy 1 Maja 50.

## Historia

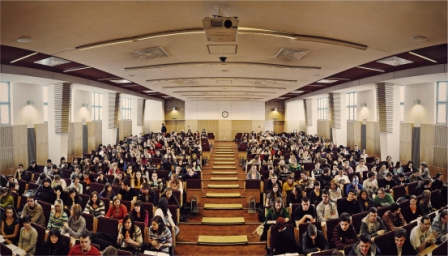
Aula w Budynku A

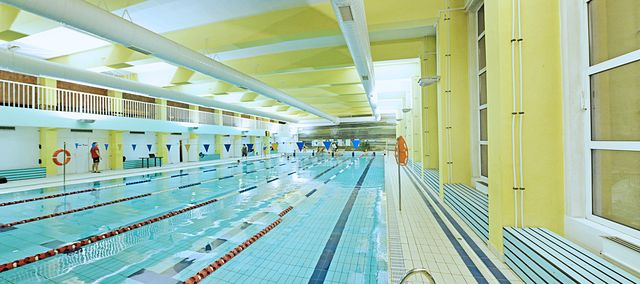
Basen w Budynku C

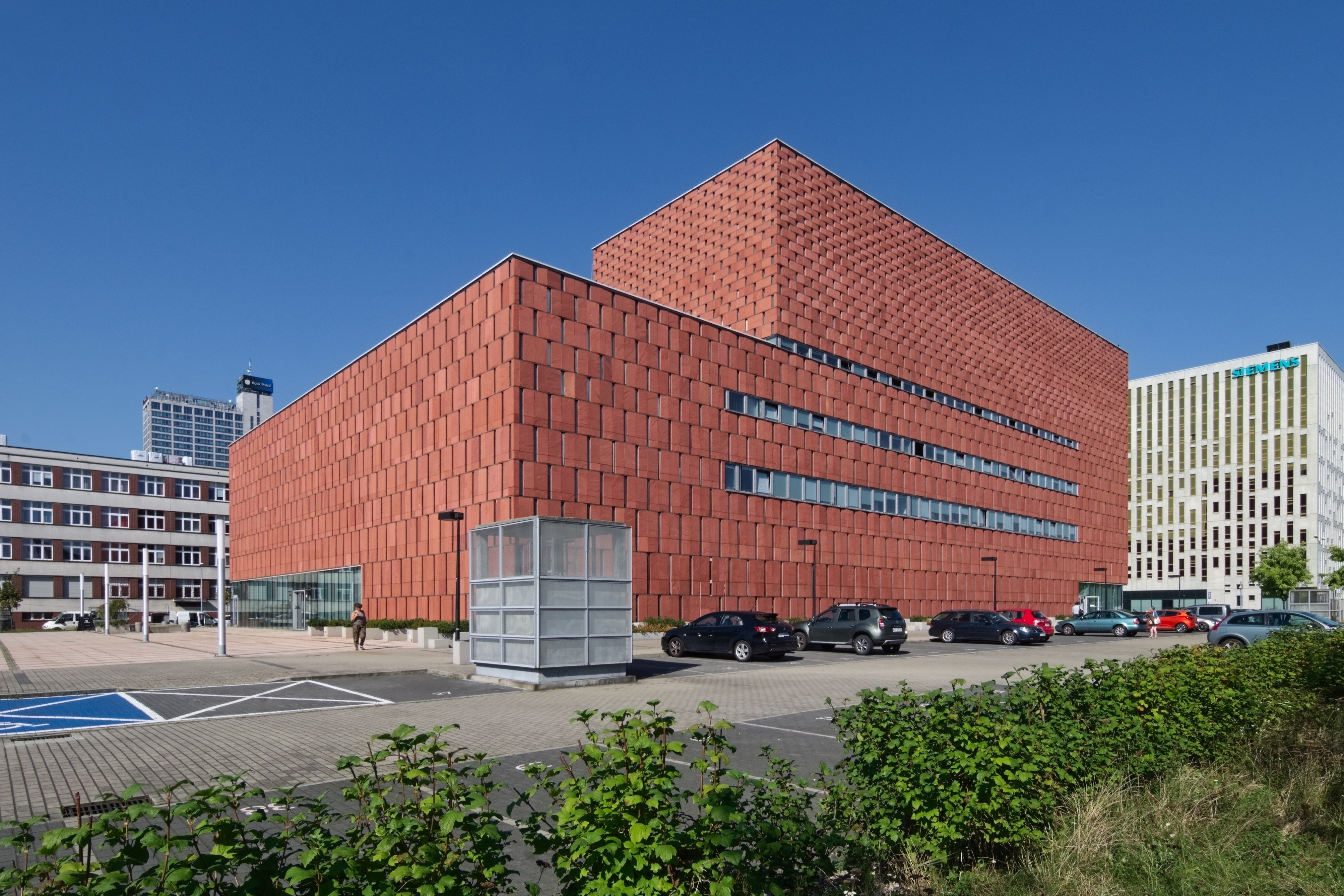
Centrum Informacji Naukowej i Biblioteka Akademicka (2023)

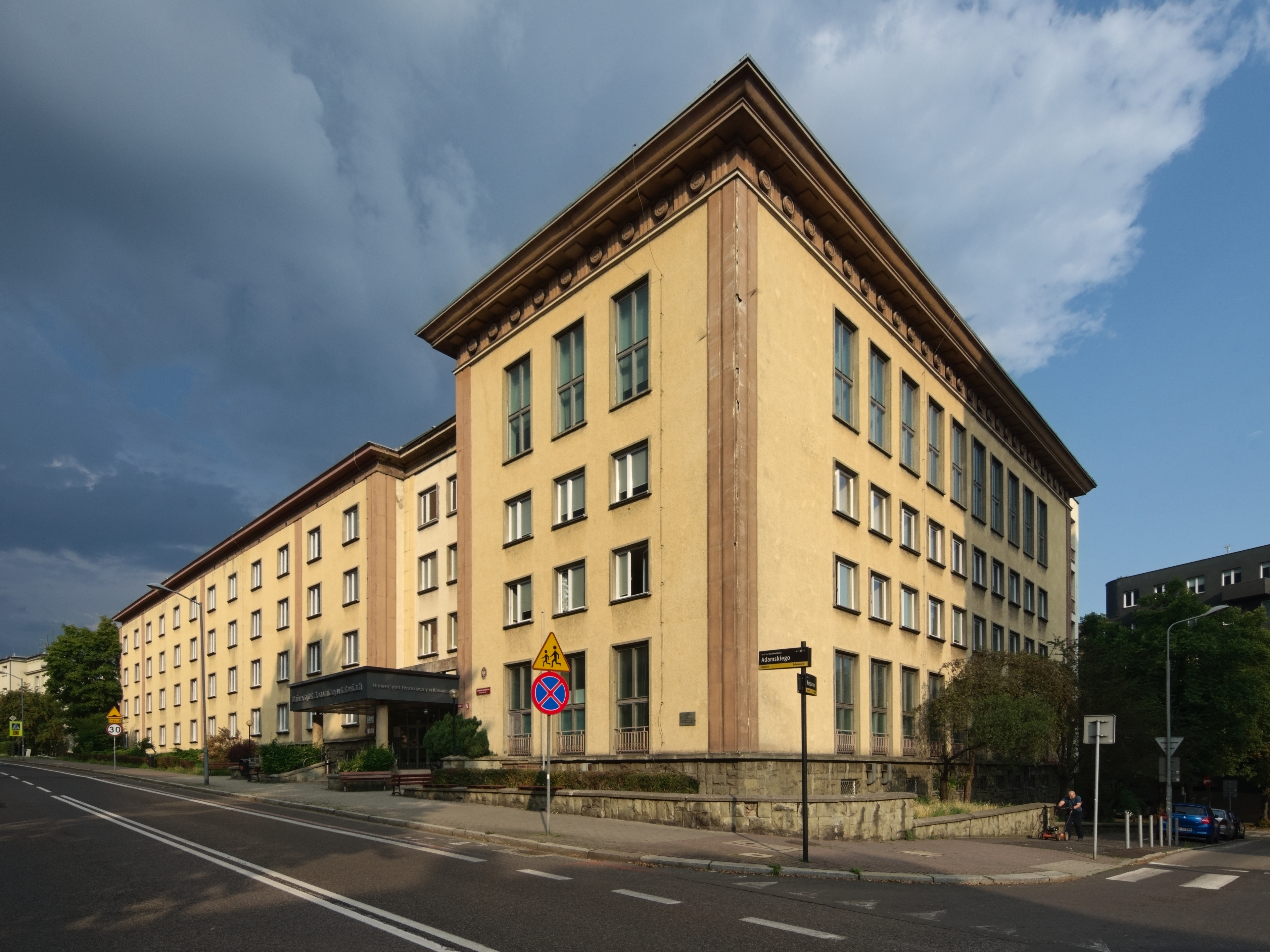
Budynek N w Katowicach (2024)

Uniwersytet Ekonomiczny w Katowicach powstał w grudniu 1936 roku (na mocy dekretu Ministra Wyznań Religijnych i Oświecenia Publicznego Rzeczypospolitej Polskiej z 1936) jako prywatne Wyższe Studium Nauk Społeczno-Gospodarczych. Nauczanie rozpoczęto na jedynym wtedy Wydziale Organizacji Przemysłowej 11 stycznia 1937 roku i datę tę uważa się za początek działalności szkoły. W roku 1938 uruchomiony został Wydział Administracji Publicznej. Studia na obydwu wydziałach trwały trzy lata i miały charakter zawodowy. Organizatorem i pierwszym rektorem uczelni był dr Józef Lisak. Pierwszą siedzibą lokalową stały się użyczone pomieszczenia obszernego gmachu ówczesnej znanej szkoły średniej – Śląskich Technicznych Zakładów Naukowych.
1 września 1939 roku szkoła przestała funkcjonować z powodu wojny i okupacji. Jej działalność została wznowiona już w lutym roku 1945, kiedy to reaktywowano nauczanie na obydwu Wydziałach. Ponadto rozszerzono formy kształcenia (szczególnie ekonomicznego) między innymi przez uruchomienie Centralnego Studium Rachunkowości i Finansów. Zwiększyła się także kadra nauczająca. W latach powojennych powszechnym zjawiskiem na ziemiach polskich była duża migracja ludności i objęła ona również nauczycieli uniwersyteckich. Wielu przedstawicieli nauki z innych ośrodków akademickich zatrzymało się wtedy tymczasowo lub na stałe w Katowicach, aktywnie włączając się w istniejące formy nauczania, a tym samym zapewniając wysoki poziom edukacji w katowickiej uczelni. Jej absolwenci byli poszukiwani przez przedsiębiorstwa przemysłowe oraz administrację rządową i samorządową. Program studiowania, obowiązujący do 1948 roku, organicznie wyrastał z lokalnych potrzeb i uwarunkowań gospodarczych regionu.
Systematycznie zwiększała się też liczba studentów. Uwzględniając tę tendencję uczelnia otrzymała dwa własne obiekty w Katowicach, w rejonie ulic 1 Maja i Bogucickiej: klasyczny, funkcjonalny gmach byłego ratusza gminy miejskiej Zawodzie (obecny rektorat) i budynek szkolny, przystosowany do nauczania akademickiego (obecny budynek „A”). Po odremontowaniu pomieszczeń ze zniszczeń wojennych rok szkolny 1946/1947 zainaugurowano w nowej siedzibie. Wokół wspomnianych dwóch budynków w latach siedemdziesiątych i osiemdziesiątych powstał cały kompleks nowych obiektów, tworząc swoiste centrum akademickie. Zmieniały się jednocześnie status i pozycja uczelni. W 1949 roku Wyższe Studium Nauk Społeczno-Gospodarczych w Katowicach, na mocy Rozporządzenia Rady Ministrów z 19 lutego 1949 roku, przekształcono w Państwową Wyższą Szkołę Administracji Gospodarczej w Katowicach. Wraz z ujednoliceniem ekonomicznego kształcenia w całym kraju, w 1950 roku uczelnię przekształcono w Wyższą Szkołę Ekonomiczną w Katowicach. Zaprzestano kształcenia w zakresie prawa na Wydziale Administracji Publicznej, a w jego miejsce utworzono Wydział Handlowy. Dobrze rozwijające się autonomiczne Centralne Studium Rachunkowości i Finansów przekształcono w roku 1950 w Wydział Finansów i Rachunkowości, który funkcjonował do 1958 roku. Wydział Organizacji Przemysłowej przemianowano na Wydział Planowania Przemysłu. W roku akademickim 1952/1953 szkoła otrzymała prawo nadawania swoim absolwentom stopni magisterskich. Lata pięćdziesiąte charakteryzowały się w nauczaniu dominacją problematyki centralnego planowania, rachunkowości i finansów.
W okresie 1958–1968 uczelnia miała strukturę jednowydziałową, prowadząc masowe kształcenie studentów w trybie stacjonarnym, wieczorowym, zaocznym i eksternistycznym. Utworzono sieć punktów konsultacyjnych w Opolu, Bielsku, Częstochowie i Rybniku.
Lata sześćdziesiąte upłynęły pod znakiem rozwoju kształcenia w zakresie ekonomiki przemysłu i przedsiębiorstw przemysłowych. W roku 1968 utworzony został Wydział Handlu i Ekonomiki Żywienia, który w 1974 roku przekształcono w Wydział Handlu, Transportu i Usług, poszerzając znacząco obszar działalności naukowo-dydaktycznej. Stopniowo wzrastała ranga uczelni jako ośrodka naukowego. Wydział Przemysłu otrzymał w 1960 roku prawo nadawania stopnia doktora, a w roku 1969 stopnia doktora habilitowanego nauk ekonomicznych. Drugi z wydziałów analogiczne prawa uzyskał: w 1979 roku w zakresie nadawania stopnia doktora ekonomii, a w roku 1991 – w zakresie stopnia doktora habilitowanego nauk ekonomicznych.
W 1972 r. katowickiej Wyższej Szkole Ekonomicznej nadano imię Karola Adamieckiego – wybitnego inżyniera i ekonomisty, uczonego i działacza, polskiego współtwórcy nauki organizacji i kierownictwa. W roku 1974 wraz z uczelniami ekonomicznymi Krakowa, Poznania i Wrocławia, katowicka placówka przemianowana została na Akademię Ekonomiczną, otrzymując godność nazwy, której treść od niedawna realizowała.
W 1992 r. w miejsce Wydziału Przemysłu powołano Wydział Zarządzania, a w miejsce Wydziału Handlu, Transportu i Usług – Wydział Ekonomii. W 1995 roku tutejsze Niezależne Zrzeszenie Studentów zaczęło wydawać kwartalnik studencki Nowy Gwóźdź Programu. W 1999 roku oficjalnie otwarto nowy budynek – „P” przy ulicy Pułaskiego 25. Poważne zmiany organizacyjne w Akademii miały miejsce w 2002 roku, kiedy to utworzono trzeci Wydział – Wydział Finansów i Ubezpieczeń, a także rozpoczęto kształcenie w Rybnickim Ośrodku Naukowo-Dydaktycznym, który wspólnie z Ośrodkami Politechniki Śląskiej i Uniwersytetu Śląskiego tworzył Zespół Szkół Wyższych w Rybniku. W 2005 roku Skarb Państwa przekazał Uczelni budynek przy ul. ks. bpa St. Adamskiego 7 – budynek „N”.
W 2003 roku zaczęto wydawać czasopismo naukowe Journal of Economics and Management.
W 2009 roku utworzono czwarty wydział – Wydział Informatyki i Komunikacji, który w styczniu 2010 roku otrzymał uprawnienie do nadawania stopnia doktora w dyscyplinie nauk o zarządzaniu, a w czerwcu 2016 roku doktora habilitowanego w tej samej dyscyplinie.
Od 1 października 2010, na mocy ustawy z dnia 5 sierpnia 2010 roku (Dz.U. 2010 nr 165, poz. 1117), uczelnia nosi nazwę: „Uniwersytet Ekonomiczny w Katowicach”.
W 2014 roku otworzono budynek Centrum Nowoczesnych Technologii Informatycznych oraz utworzono w Rybniku piąty wydział – Wydział Biznesu, Finansów i Administracji. Od roku akademickiego 2015/2016 rozpoczęto na tym wydziale kształcenie na kierunku praktycznym finanse i rachunkowość.
Od 2016 roku Wydział Finansów i Ubezpieczeń otrzymał uprawnienia do nadawania stopnia doktora habilitowanego nauk ekonomicznych w dyscyplinie Finanse, a Wydział Informatyki i Komunikacji oraz Wydział Ekonomii otrzymały uprawienia do nadawania stopnia doktora habilitowanego nauk ekonomicznych w dyscyplinie Nauk o zarządzaniu.
W 2018 roku nastąpiło przekazanie Skarbowi Państwa Zespołu Pałacowo-Parkowego w Młoszowej.
Na 2019 rok datuje się wprowadzenie na Uczelni zmian organizacyjnych na mocy ustawy Prawo o Szkolnictwie Wyższym i Nauce z 20 lipca 2018 roku. Na mocy tejże ustawy dokonano następujących zmian: likwidacja wydziałów, powołanie dwóch komitetów naukowych – Komitetu Naukowego Dyscypliny Ekonomii i Finanse oraz Komitetu Naukowego Dyscypliny Nauki o Zarządzaniu i Jakości, utworzenie czterech kolegiów – Kolegium Ekonomii, Kolegium Finansów, Kolegium Informatyki i Komunikacji, Kolegium Zarządzania, utworzenie Szkoły Doktorskiej, utworzenie Szkoły Studiów I i II stopnia, a także przekształcenie Wydziału Biznesu, Finansów i Administracji w Rybniku w Filię Szkoły Studiów I i II stopnia Uniwersytetu Ekonomicznego w Katowicach. W roku tym rozebrano także budynek „D” przy ulicy Boguckiej 14 w Katowicach.
W 2020 roku Uniwersytet Ekonomiczny jako pierwsza uczelnia na Śląsku uzyskał międzynarodową akredytację CEEMAN IQA (International Quality Accreditiation).
W 2021 roku nastąpiło natomiast przekształcenie Kolegiów w Wydziały: Kolegium Ekonomii w Wydział Ekonomii, Kolegium Finansów w Wydział Finansów, Kolegium Informatyki i Komunikacji w Wydział Informatyki i Komunikacji, a Kolegium Zarządzania w Wydział Zarządzania. Zmieniono także nazwę Szkoły Studiów I i II stopnia na Kolegium Studiów.

## Poczet rektorów
Uniwersytet Ekonomiczny w Katowicach (2010)
- 2020–nadal: Celina Olszak
- 2016–2020: Robert Tomanek
- 2012–2016: Leszek Żabiński
- 2008–2012: Jan Pyka

Akademia Ekonomiczna im. Karola Adamieckiego (1972)
- 2002–2008: Florian Kuźnik
- 1996–2002: Jan Wojtyła
- 1993–1996: Lucyna Frąckiewicz
- 1990–1993: Krzysztof Zadora
- 1982–1990: Jerzy Rokita
- 1975–1982: Zbigniew Messner
- 1965–1975: Alojzy Melich

Państwowa Wyższa Szkoła Administracji Gospodarczej (1949) / Wyższa Szkoła Ekonomiczna (1950)
- 1958–1965: Józef Szaflarski
- 1956–1958: Marian Frank(inne języki)
- 1952–1956: Witold Gawdzik
- 1949–1952: Zygmunt Izdebski

Wyższe Studium Nauk Społeczno-Gospodarczych (1936)
- 1937–1939; 1945–1949: Józef Lisak

## Władze
Rektor
- prof. dr hab. inż. Celina Olszak

Prorektor ds. Kształcenia i Współpracy Międzynarodowej
- prof. dr hab. Wojciech Dyduch

Prorektor ds. Nauki i Rozwoju Kadry Akademickiej
- prof. dr hab. Maciej Nowak(inne języki)

Prorektor ds. Rozwoju i Współpracy z Otoczeniem
- dr hab. Robert Wolny, prof. UE

## Doktoraty honoris causa
Najwyższą godnością nadawaną przez Senat Uczelni jest tytuł doktora honoris causa. Nadanie tego tytułu stanowi symboliczny akt przyjęcia do społeczności akademickiej Uniwersytetu Ekonomicznego w Katowicach. Tytuł ten nadaje się osobom za wybitne osiągnięcia na polu nauki lub kultury oraz w innej działalności służącej dobru wspólnego narodu lub ludzkości. Nadanie tego tytułu wpisuje się także do „Honorowej Księgi Uniwersytetu Ekonomicznego w Katowicach”.

### Poczet Doktorów honoris causa
2022 – Bogdan Nogalski
- 2021 – Malay Ghosh(inne języki)
- 2015 – Bogusław Fiedor
- 2013 – Szewach Weiss
- 2011 – Jacques Delors
- 2005 – Leszek Balcerowicz
- 2004 – Ber Haus
- 1999 – Bohdan Gruchman
- 1998 – Tadeusz Mazowiecki
- 1995 – Kazimierz Zając
- 1995 – Bernd Hamm(inne języki)
- 1987 – Józef Szaflarski
- 1987 – Jean H.P. Paelinck(inne języki)
- 1972 – Hans Borchert(inne języki)
- 1972 – Jan Mitręga

## Wydziały i filia

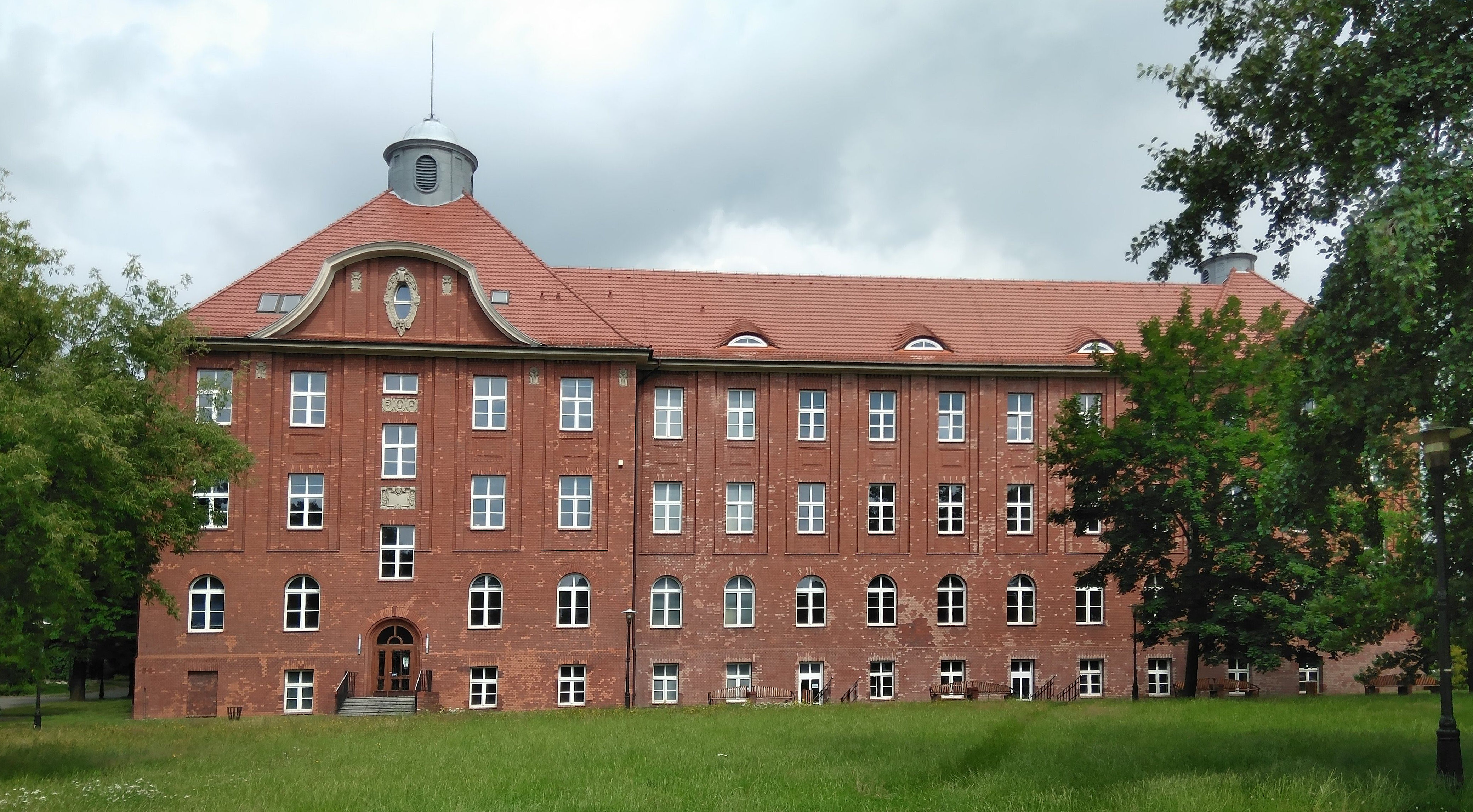
Filia w Rybniku (2020)

W skład Uczelni wchodzi 5 wydziałów i filia:
- Filia w Rybniku
- Wydział Ekonomii
- Wydział Finansów
- Wydział Gospodarki Przestrzennej i Transformacji Regionów
- Wydział Informatyki i Komunikacji
- Wydział Zarządzania

## Oferta edukacyjna
- Studia stacjonarne I stopnia (kierunki takie jak: Analityk Finansowy 2.0., Analityka gospodarcza, Dziennikarstwo i komunikacja społeczna, Ekonomia, Finance and Accouting for Business, Finanse i rachunkowość, Finanse menedżerskie, Gospodarka cyfrowa, Gospodarka miejska i nieruchomości, Gospodarka przestrzenna, Gospodarka turystyczna, Informatyka, Informatyka i ekonometria, International Business, Logistyka w biznesie, Logistyka, Międzynarodowe stosunki gospodarcze, Prawo w zarządzaniu, Przedsiębiorczość i finanse, Zarządzanie, Zarządzanie publiczne)
- Studia stacjonarne II stopnia (kierunki takie jak: Analityk Finansowy 2.0., Analityka gospodarcza, Dziennikarstwo i komunikacja społeczna, Ekonomia, E-Commerce, Finance and Accouting for Business, Finanse i rachunkowość, Quantitative Asset and Risk Management, Finanse menedżerskie, Gospodarka cyfrowa, Gospodarka miejska i nieruchomości, Gospodarka przestrzenna, Gospodarka turystyczna, Informatyka i ekonometria, Informatyka, International Business, MERCURI, MAGELLAN, Logistyka, Logistyka w biznesie, Międzynarodowe stosunki gospodarcze, Przedsiębiorczość i finanse, Zarządzanie, Zarządzanie publiczne)
- Studia niestacjonarne I stopnia (kierunki takie jak: Analityk Finansowy 2.0., Dziennikarstwo i komunikacja społeczna, Ekonomia, Finance and Accouting for Business, Finanse i rachunkowość, Gospodarka cyfrowa, Gospodarka miejska i nieruchomości, Informatyka, Informatyka i ekonometria, International Business, Logistyka w biznesie, Logistyka, Międzynarodowe stosunki gospodarcze, Prawo w zarządzaniu, Przedsiębiorczość i finanse, Rachunkowość i podatki, Zarządzanie, Zarządzanie publiczne)
- Studia niestacjonarne II stopnia (kierunki takie jak: Analityk Finansowy 2.0., Analityka gospodarcza, Dziennikarstwo i komunikacja społeczna, Ekonomia, Finance and Accouting for Business, Finanse i Ekonomia Biznesu, Finanse i rachunkowość, Gospodarka cyfrowa, Gospodarka miejska i nieruchomości, Informatyka, Informatyka i ekonometria, International Business, Logistyka, Logistyka w biznesie, Międzynarodowe stosunki gospodarcze, Przedsiębiorczość i finanse, Zarządzanie, Zarządzanie publiczne)
- Studia dla cudzoziemców, studia w językach obcych
- Szkoła doktorska (kształcenie jest prowadzone w dwóch dyscyplinach naukowych: Ekonomia i finanse oraz Nauki o zarządzaniu i jakości)
- Studia podyplomowe (kierunki m.in. takie jak: Akademia Zwinnego Lidera, Analiza i modelowanie danych biznesowych, Audyt Śledczy, Brand Manager i PR Manager, Kadry i Płace z elementami HR, Krajowe standardy rachunkowości z wykorzystaniem systemów informatycznych, Master of Business Administration in Corporate Governance, Profesjonalne zarządzanie organizacją i zespołem, Sprzedaż i Obsługa Klienta, Lider zrównoważonego rozwoju, Uczenie Maszynowe i Data Science, Projektowanie produktów i usług dla branży spożywczej)
- Studia MBA
- Szkolenia i kursy (W ofercie znaleźć można m.in. szkolenia z takiego zakresu jak Analiza i wizualizacja danych w Microsoft Power BI, Badania opinii pracowników w Twojej firmie, Finanse dla niefinansistów, Google Ads od podstaw, Metody oceny finansowej projektów inwestycyjnych, czy Tworzenie stron internetowych w WordPress)[10]
- Ekonomiczny Uniwersytet Dziecięcy – program dla szkoły podstawowej[11]
- Akademia Młodego Ekonomisty – program dla gimnazjum[12]
- Ekonomia dla Liceum i Technikum – program dla szkoły ponadgimnazjalnej[13]
- Uniwersytet Ekonomiczny Trzeciego Wieku

## Organizacje studenckie działające przy Uczelni
- Parlament Studencki
- AIESEC
- Akademicki Związek Sportowy (AZS)
- Katolicki Związek Akademicki „Gaudeamus”
- Klub IGO Uniwersytetu Ekonomicznego w Katowicach
- Niezależne Zrzeszenie Studentów (NZS)
- Organizacja Studencka PANEUROPA
- Organizacja Studentów Niepełnosprawnych Uniwersytetu Ekonomicznego w Katowicach
- Studenckie Forum Business Centre Club – Region Katowic

## Koła naukowe działające przy Uczelni
Przy katedrach Uniwersytetu Ekonomicznego w Katowicach działa 35 kół naukowych, w których studenci pogłębiać mogą swoje zainteresowania naukowe w wybranych dziedzinach, a także zdobywać praktycznie doświadczenie. Aktualny wykaz działających kół prezentuje się następująco:
- Koło Naukowe „Ekonomia Sportu”
- Koło Naukowe „FOREX”
- Koło Naukowe „Nieruchomości”
- Koło Naukowe Systemów Informatycznych Zarządzania
- Koło Naukowe „HASHTAG”
- Koło Naukowe Międzynarodowych Stosunków Ekonomicznych „International Challenge”
- Koło Naukowe Zarządzania „Menedżer”
- Koło Naukowe „Badanie Przestrzeni Zurbanizowanej AREA”
- Koło Naukowe Transportu
- Koło Naukowe „HR-owców”
- Koło Naukowe Bankowości
- Koło Naukowe Inżynierii Finansowej
- Koło Naukowe Modelowania Finansowego „QUANTUM”
- Koło Naukowe Analiz Rynku Finansowego
- Koło Naukowe Prawa Finansowego „AUREUS”
- Koło Naukowe Rachunkowości „Rachmistrz”
- Koło Naukowe „Glob-Fin”
- Koło Naukowe Marketingu „Meritum”
- Koło Naukowe Informatyki
- Koło Naukowe „SCIENTIA INGENIUM”
- Koło Naukowe „Algorytmiki i Programowania”
- Koło Naukowe Dziennikarstwa Ekonomicznego i Medioznawstwa
- Koło Naukowe International Business
- Koło Naukowe Logistyki „NKL Dialog”
- Koło Naukowe „AD_VENTURE”
- Koło Naukowe Turystyki „KoNTiki”
- Koło Naukowe Statystyków
- Koło Naukowe Zarządzania „Synergia”
- Koło Naukowe „Human Resource Development”
- Koło Naukowe „Matrioszka”
- Koło Naukowe „Common Language”
- Koło Naukowe „MANAGEMEDIA”
- Koło Naukowe „Cymelium”
- Koło Naukowe Gospodarka i Zarządzanie Publiczne
- Koło Naukowe Debaty Ekonomicznej
- Koło Naukowe „Finance and Business”
- Koło Naukowe Rynku i Konsumpcji „SprzedaJEMY!”
- Koło Naukowe „Micro Invest Rybnik”
- Koło Naukowe „Digital Innovation”
- Koło Naukowe „Marketing i Handel”
- Koło Naukowe „SIGMA”[15]

## Współpraca międzynarodowa
Uniwersytet Ekonomiczny w Katowicach prowadzi współpracę partnerską na międzynarodowej płaszczyźnie z wieloma uczelniami. W ramach tej współpracy odbywają się m.in. takie inicjatywy jak program ERASMUS, wyjazdy służbowe pracowników naukowych i administracyjnych, organizacja licznych konferencji naukowych oraz wydarzeń promocyjnych, a także współtworzenie wielu programów i projektów międzynarodowych. Do grona partnerów zagranicznych Uniwersytetu Ekonomicznego w Katowicach zaliczyć można wybrane uczelnie znajdujące się w takich państwach jak: Albania, Austria, Azerbejdżan, Belgia, Białoruś, Brazylia, Bułgaria, Chile, Chiny, Chorwacja, Cypr, Czarnogóra, Czechy, Dania, Egipt, Estonia, Finlandia, Francja, Grecja, Hiszpania, Holandia, Hong Kong, Indie, Irlandia, Izrael, Japonia, Kazachstan, Kolumbia, Korea Południowa, Liban, Litwa, Łotwa, Macedonia, Mauritius, Niemcy, Norwegia, Palestyna, Paragwaj, Portugalia, Rosja, Rumunia, Serbia, Singapur, Słowacja, Słowenia, Szwajcaria, Szwecja, Tajwan, Turcja, Ukraina, USA, Węgry, Wielka Brytania oraz Włochy.

## Partnerzy Uniwersytetu Ekonomicznego w Katowicach
Uniwersytet Ekonomiczny w Katowicach bierze udział w wielu przedsięwzięciach, nierzadko w partnerstwie z firmami i instytucjami publicznymi. Na przestrzeni lat uczelnia współpracowała m.in. z takimi podmiotami jak: Accenture, Amazon, Decathlon, Elamed, FAMUR, ING Bank Śląski, Izba Przemysłowo-Handlowa w Tarnowskich Górach, Koleje Śląskie, KPMG, Librus, Muzeum Śląskie, Narodowy Fundusz Zdrowia (Śląski Oddział), ark Naukowo-Technologiczny „Technopark Gliwice”, PwC, Radio Katowice, Śląskie Stowarzyszenie Rzeczoznawców Majątkowych, Tauron Polska Energia, Unilever, Węglokoks, Województwo Śląskie, Wydawnictwo Naukowe PWN oraz Związek Banków Polskich.

## System Przywilejów Absolwenta
Wraz z inauguracją roku akademickiego 2014/2015 uniwersytet uruchomił System Przywilejów Absolwenta (SPA), czyli program skierowany do absolwentów Uniwersytetu Ekonomicznego w Katowicach, którego głównym celem jest utrzymanie i zacieśnianie trwałych więzi uczelni z absolwentami.
Kluczem programu jest Karta Absolwenta, która uprawnia do korzystania z preferencyjnych cen oferty edukacyjnej przygotowanej przez uczelnię, ze szczególnym uwzględnieniem studiów podyplomowych, a ponadto z upustów na produkty i usługi dostarczane przez partnerów programu.